# Афіфі Алауї
Афіфі Алауї (англ. Afifi Alaouie; американська вимова Афайфі Алуе) (*15 травня 1965) — ліберійська акторка та модель. У період з 1989 по 1997 знялася в безлічі американських фільмів та серіалів. Запам'яталася роллю Фатіми у фільмі В облозі 2: Темна територія та Амелії у фільмі Смертельний вік-енд. У 1997 Афіфі завершила свою кар'єру кіноакторки і продовжила працювати моделлю. В даний час живе у Лос-Анджелесі.

## Фільмографія
| Рік  |   | Українська назва                        | Оригінальна назва                           | Роль                     |
| ---- | - | --------------------------------------- | ------------------------------------------- | ------------------------ |
| 1997 | с | Справи сімейні                          | Family Matters                              | Модель                   |
| 1997 | с | Малкольм та Едді                        | Malcolm & Eddie                             | Вродлива жінка           |
| 1997 | ф | Остін Паверс: Міжнародна людина-загадка | Austin Powers: International Man of Mystery | Модель                   |
| 1995 | ф | Смертельний вік-енд                     | Dead Weekend                                | Амелія B                 |
| 1995 | ф | В облозі 2: Темна територія             | Under Siege 2: Dark Territory               | Фатіма (жінка найманець) |
| 1995 | ф | Сталева межа                            | Steel Frontier                              | Шей                      |
| 1989 | ф | В ім'я справедливості                   | Out for Justice                             | Танцівниця               |